# سه تلان (شیراز)
سه تلان، روستایی در دهستان تربر بخش داریان شهرستان شیراز در استان فارس ایران است.

## جمعیت
بر پایه سرشماری عمومی نفوس و مسکن در سال ۱۳۹۵، جمعیت این روستا برابر با ۱۰۱ نفر (۲۶ خانوار) بوده است.